# Stellmoorer Tunneltal/Höltigbaum
Stellmoorer Tunneltal/Höltigbaum este o arie protejată (arie specială de conservare — SAC, sit de importanță comunitară — SCI) din Germania întinsă pe o suprafață de 480 ha, integral pe uscat.

## Localizare
Centrul sitului Stellmoorer Tunneltal/Höltigbaum este situat la coordonatele 53°37′32″N 10°12′18″E / 53.6256°N 10.205°E.

## Înființare
Situl Stellmoorer Tunneltal/Höltigbaum a fost declarat sit de importanță comunitară în august 2004 pentru a proteja 5 specii de animale. Situl a fost protejat și ca arie specială de conservare în august 2016.

## Biodiversitate
Situată în ecoregiunea atlantică, aria protejată conține 7 habitate naturale: Lacuri eutrofice naturale cu vegetație de tip Magnopotamion sau Hydrocharition, Pajiști uscate europene, Formațiuni ierboase bogate în specii de Nardus, dezvoltate pe substraturi silicioase în zone montane (și în zone submontane, în Europa continentală), Liziere de ierburi înalte hidrofile de câmpie și de nivel montan până la alpin, Păduri acidofile de stejar bătrân cu Quercus robur pe câmpii nisipoase, Mlaștini împădurite, Păduri aluvionare cu Alnus glutinosa și Fraxinus excelsior (Alno-Padion, Alnion incanae, Salicion albae).
La baza desemnării sitului se află mai multe specii protejate:
- amfibieni (1): triton cu creastă (Triturus cristatus)
- mamifere (1): vidră de râu (Lutra lutra)
- nevertebrate (2): Anisus vorticulus, libelule (Leucorrhinia pectoralis)
- pești (1): boarță (Rhodeus amarus)